# Trofim Poplowkin
Trofim Trofimowicz Poplowkin (ros. Трофим Трофимович Поплёвкин, ur. 6 czerwca?/19 czerwca 1915 we wsi Wołkowo w guberni smoleńskiej, zm. 25 lutego 1977 w Kijowie) – radziecki polityk, członek KC KPU (1966–1977), minister sowchozów Ukraińskiej SRR (1969–1975).

## Życiorys
Ukończył studia w Instytucie Rolniczym w Białej Cerkwi, od 1939 w WKP(b), od 1939 kierownik sektora obwodowego komitetu WKP(b), pełnomocnik Ludowego Komisariatu ds. Zaopatrzenia ZSRR na Komijską ASRR, pełnomocnik Ludowego Komisariatu ds. Zaopatrzenia ZSRR na obwód uljanowski, w latach 1948–1950 pełnomocnik Ludowego Komisariatu ds. Zaopatrzenia ZSRR na obwód czernihowski. Zastępca pełnomocnika Ministerstwa ds. Zaopatrzenia ZSRR na Ukraińską SRR, w 1956 zastępca ministra gospodarki rolnej Ukraińskiej SRR, w latach 1956–1957 zastępca przewodniczącego Państwowego Komitetu Planowania Rady Ministrów Ukraińskiej SRR, 1957–1959 szef wydziału tego komitetu, 1959–1962 przewodniczący Komitetu Wykonawczego Rady Obwodowej w Sumach. Od 19 lutego 1960 do 15 marca 1966 członek Komisji Rewizyjnej KPU, w latach 1962–1963 zastępca ministra produkcji i zaopatrzenia w produkty rolne Ukraińskiej SRR, od stycznia 1963 do grudnia 1964 I sekretarz Donieckiego Wiejskiego Komitetu Obwodowego KPU, od grudnia 1964 do marca 1969 I sekretarz Komitetu Obwodowego KPU w Mikołajowie. Od 18 marca 1966 do śmierci członek KC KPU, w latach 1969–1975 minister sowchozów Ukraińskiej SRR, od 1975 do śmierci minister ds. zaopatrzenia Ukraińskiej SRR. Deputowany do Rady Najwyższej ZSRR 7. kadencji.